# Effet Bruce
L'effet Bruce est une forme d'avortement chez les mammifères, lorsque l'exposition d'une femelle enceinte à un mâle inconnu provoque l'échec de la préimplantation ou de la postimplantation.
Cette interruption de grossesse a été constatée en laboratoire chez au moins 12 espèces de rongeurs. Les expériences menées consistent à mettre une femelle récemment fécondée en contact avec un nouveau mâle, ou son urine, ou son lit souillé. La femelle bloque alors l'implantation de ses embryons, ou les avorte, ou les réabsorbe. En fonction de l'espèce et des conditions expérimentales,,, l'interruption peut avoir lieu entre le moment de la conception et jusqu'à 17 jours ensuite.
L'effet Bruce a également été mis en évidence en conditions naturelles chez des primates, au sein de communautés de Gélada vivant dans le Parc national du Simien en Éthiopie.

## Interprétation
Plusieurs hypothèses pourraient expliquer le phénomène :
- La femelle estime que le nouveau mâle est supérieur au précédent. En avortant, elle décide alors d'investir son temps et son énergie en s'accouplant avec le nouveau mâle, de façon à pourvoir sa progéniture des meilleurs gènes disponibles ;
- La femelle estime que le nouveau mâle risque de tuer la portée à venir. Elle a donc intérêt à avorter plutôt que d'investir son temps et son énergie en pure perte ;
- L'avortement profiterait uniquement au nouveau mâle, qui pourrait alors s'accoupler avec une femelle redevenue disponible après 1 à 4 jours. Richard Dawkins[7] estime même que l'effet Bruce est entièrement une manipulation du mâle qui va à l'encontre de l'intérêt de la femelle, et que le comportement d'auto-avortement de la femelle fait partie du phénotype étendu des gènes du mâle.

## Recherches
L'effet Bruce est nommé d'après la chercheuse Hilda Margaret Bruce qui remarque en 1959 que les souris avortent si elles sont exposées à des mâles inconnus. Ce même effet a depuis été mis en évidence chez plusieurs rongeurs, chez des chevaux domestiques, et depuis 2012 dans la nature par la chercheuse Eila Roberts sur des singes géladas d'Éthiopie.

## Autres références
- Mahady S, Wolff JO. 2002.A field test of the Bruce effect in the monogamous prairie vole, Microtus ochrogaster. Behavioral Ecology and Sociobiology 52: 31–37.
- Kenney AM, Evans RL, Dewsbury DA. 1977. Postimplantation pregnancy disruption in Microtus ochrogaster, Microtus pennsylvanicus, and Peromyscus maniculatus. Journal of Reproduction and Fertility 49: 365–367.
- Schwagmeyer PL. 1979. The Bruce effect: An evaluation of male/female advantages. The American Naturalist 114: 932-938.
- Wersinger, S.R., Temple, J.L., Caldwell, H.K. et al. (2008). Inactivation of the oxytocin and the vasopressin (Avp) 1b receptor genes, but not the Avp 1a receptor gene, differentially impairs the Bruce effect in laboratory mice (Mus musculus). Endocrinology 149, 116-121.
- de la Maza HM, Wolff JO, Lindsey A. 1999. Exposure to strange males does not cause pregnancy disruption or infanticide in the gray-tailed vole. Behavioral Ecology and Sociobiology 45: 107–113.
- in parts from: Wolff, J. O. (2003) Laboratory Studies with Rodents: Facts or Artifacts? BioScience 53:421-7